# Letizia Buonaparte

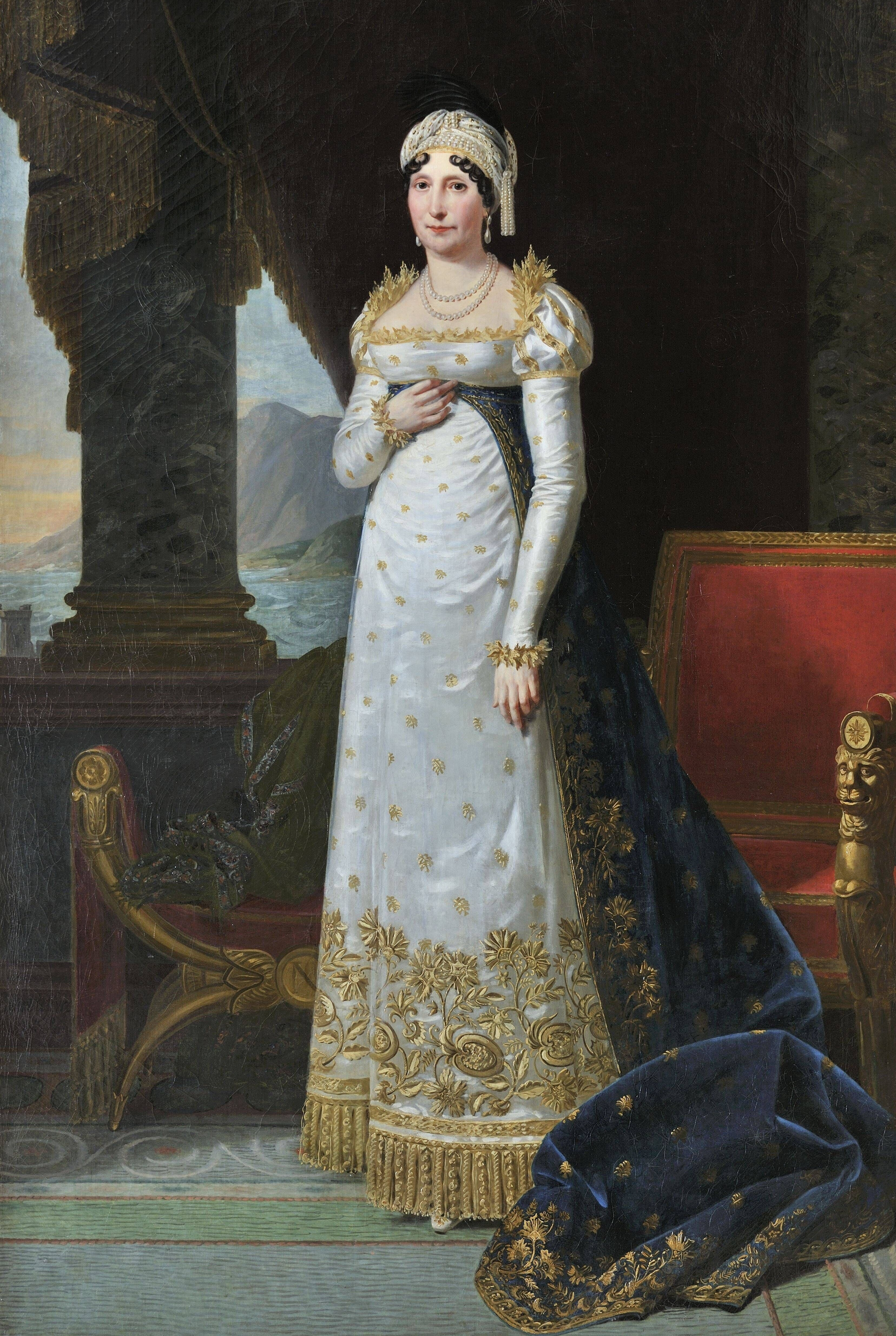
Letizia Buonaparte als Mutter des Kaisers (Ölgemälde von Robert Lefèvre, 1813)

Letizia Buonaparte, geborene Maria Letizia Ramolino, (* 24. August 1750 in Ajaccio auf Korsika; † 2. Februar 1836 in Rom) war eine korsische Adlige und Mutter Napoleon Bonapartes. Als Mutter Kaiser Napoleon I. wurde ihr der Titel Madame Mère (Frau Mutter) verliehen.

## Leben

### Korsika
Maria Letizia war die Tochter des genuesisch-korsischen Hauptmanns Giovanni Geronimo Ramolino (1723–1755) und der Angela Maria Pietrasanta (1725–1790). Die Ramolino waren eine seit 250 Jahren auf Korsika ansässige Patrizierfamilie, die aus der Toskana auf die Insel eingewandert war, als diese eine genuesische Kolonie wurde, ähnlich wie die aus Ligurien stammende Patrizierfamilie Bonaparte. Der erste korsische Ramolino hatte die Tochter eines Patriziers und Dogen der Republik Genua geheiratet und durch Eheschließung waren sie auch mit den lombardischen Grafen von Collalto verwandt (Nachfahren des Namens Ramolino de Coll'alto existieren bis heute). Letizias Vater befehligte zeitweise die Garnison von Ajaccio und wurde Generalinspekteur der Straßen und Brücken von Korsika. Als er starb, heiratete ihre Mutter einen Schweizer namens Franz F(a)esch. Ihr Halbbruder war Joseph Fesch, der später Kardinal wurde und ihr und ihren Kindern nahestand.

Bildnis als junge Frau von Charles Guillaume Alexandre Bourgeois

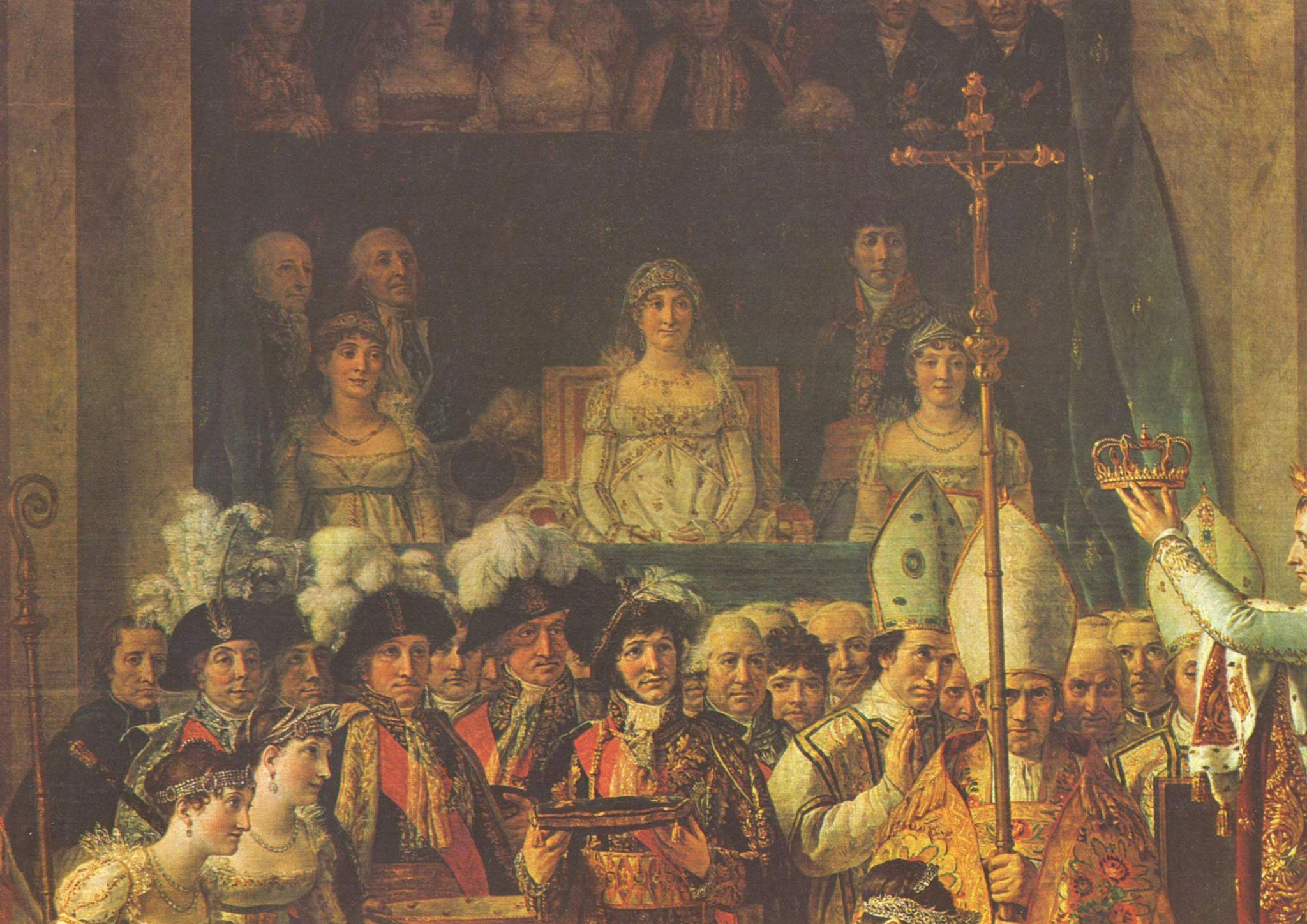
Die berühmte, aber unhistorische Darstellung von Madame Mère bei der Kaiserkrönung Napoleons I. in Notre-Dame de Paris (1804), Ausschnitt aus dem Gemälde von Jacques-Louis David

Letizia Ramolino heiratete am 2. Juni 1764 in Ajaccio Carlo Buonaparte. Sie lebten zuerst in Corte bei Letizias Onkel Arrighi di Casanova. Die Republik Genua hatte die Insel 1768 an das Königreich Frankreich verkauft, doch war unter Führung von Pasquale Paoli ein Aufstand gegen die Franzosen ausgebrochen, an dem auch Carlo Buonaparte in diplomatischen Missionen sowie zuletzt als Capitano einer Kompanie von Partisanen teilnahm. Letizia begleitete ihren Mann – mit Napoleon schwanger und Sohn Giuseppe an der Hand – in die Berge. Nach der Schlacht bei Ponte Novu kehrte sie nach Ajaccio zurück, wo Carlos Onkel, der Archidiakon Luciano Buonaparte, dem Ehepaar eine kleine Wohnung im Erdgeschoss seines Hauses, der Maison Bonaparte, zur Verfügung stellte. Am 15. August 1769 ging sie an Mariä Himmelfahrt zur Messe in die nahegelegene Kathedrale von Ajaccio, wo sie alsbald die Wehen verspürte und sofort nach Hause eilte; sie hatte jedoch nicht mehr Zeit, bis zu ihrem Schlafzimmer zu gelangen, sondern brachte in einem näher gelegenen Durchgangszimmer auf einem Sofa ihren Sohn Napoleon zur Welt.
Nach der Niederschlagung des Aufstands und dem Friedensschluss 1769 wurde Carlo amnestiert und wohnte mit seiner Familie auf Korsika in der Maison Bonaparte, als deren Erbe er vorgesehen war. Sie konnten, dank Grundbesitz und der französischen Anerkennung des Adelstitels durch Ludwig XV., samt den damit verbundenen Privilegien wie Steuererleichterungen, dort ein wohlhabendes Leben führen.
Nachdem 1785 ihr Mann Carlo an Magenkrebs gestorben war, änderte sich dies, und Letizia versuchte – trotz erneuter Heiratsangebote – diejenigen ihrer acht überlebenden Kinder, die noch im Haus waren, alleine großzuziehen; zudem hatte sie Carlos Onkel Luciano zu pflegen. Da dieser äußerst geizig war, unterstützte sie ein Freund ihres Mannes und Pate ihrer Kinder, der ehemalige Gouverneur Charles Louis de Marbeuf. Napoleon befand sich bereits auf der Militärschule in Paris. Als er Offizier wurde, schickte er ihr immer wieder Geld. 1791 starb Luciano Buonaparte und Letizia erbte mit ihren Kindern das Herrenhaus mit dem Grundbesitz, während ihr Bruder Joseph Fesch Luciano als Archidiakon von Ajaccio nachfolgte.
Sie galt als strenge Mutter; Napoleon rühmte sie später für ihre Energie, Tatkraft und ihren Ordnungssinn, welche er von ihr geerbt hatte. Ihr Leben lang behielt sie ihren korsischen Dialekt und hatte Mühe mit der französischen Sprache. Napoleon sprach mit ihr Italienisch, korrespondierte aber auf Französisch, wobei sie ihre eigenen Briefe stets auf Italienisch diktierte und übersetzen ließ. Als Erstem Konsul und schließlich Kaiser der Franzosen missfiel es ihm, dass sie ihn immer noch auf korsisch Nabulione nannte (er war nach einem früh verstorbenen Onkel Napoleone genannt worden).
Letizia Buonaparte war eine sehr religiöse Frau, die täglich die Messe besuchte. Napoleons älterer Bruder Joseph sollte Geistlicher werden, wurde jedoch Anwalt. Die älteren Söhne schlossen sich 1789 begeistert der französischen Revolution an. Als 1793 auf Korsika ein erneuter Aufstand Pascal Paolis gegen die französische Herrschaft losbrach, sandte ihr Sohn Lucien einen Hilferuf an den Revolutionskonvent, doch wurden die Franzosen besiegt. Paoli bezichtigte die Familie Buonaparte der Kollaboration und Letizia musste im Juli mit ihrem Bruder Joseph Fesch, ihrem Sohn Joseph und dreien ihrer jüngeren Kinder über Nacht in die Berge fliehen. Napoleon setzte sie Tage später auf ein Marineschiff, das sie nach Toulon brachte. Die beiden jüngsten Kinder musste sie bei einer Verwandten zurücklassen. Die Maison Bonaparte wurde geplündert und von den Briten besetzt. Sie zog mit Joseph weiter zu Napoleons Regiment nach Nizza und anschließend nach Marseille, wo sie zusammen mit anderen korsischen Flüchtlingen in Dach- und Kellerwohnungen lebten, Nahrungsmittel von der Armenfürsorge bezogen und die Töchter Elise, Pauline und Karoline als Putzfrauen arbeiten mussten. 1794 besserte sich ihre Lage, als Joseph die wohlhabende Kaufmannstochter Julie Clary heiratete (mit deren Schwester Désirée Clary sich Napoleon verlobte). Letizia folgte Napoleon nach Toulon und Antibes. Dort heiratete Lucien die wohlhabende Weinhändlerstochter Christine Boyer. Erst nach der gewonnenen Schlacht bei Castiglione 1796 konnte Napoleon, inzwischen General der Italienarmee, die Briten aus Korsika vertreiben lassen. Joseph nahm das Haus in Ajaccio wieder in Besitz und im Januar 1797 kehrte auch Letizia zurück. Sie sanierten das Haus und richteten es neu im Directoire-Stil ein; die Tochter Elisa heiratete den verarmten korsischen Adligen Félix Baciocchi. Doch bereits Ende 1797 reiste die ganze Familie erneut ab, diesmal nach Paris, und sollte nie wieder nach Korsika zurückkehren.

### Paris

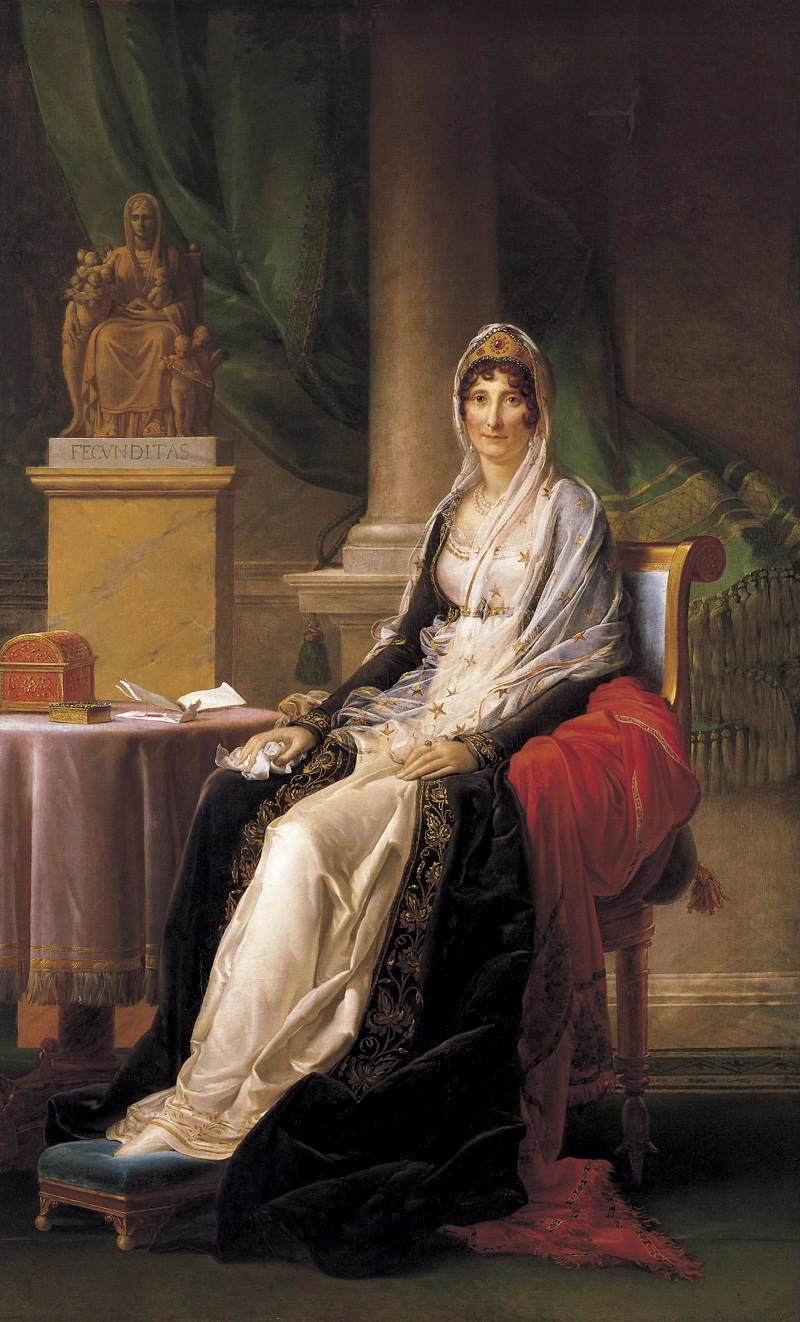
Porträt von François Gérard, 1802

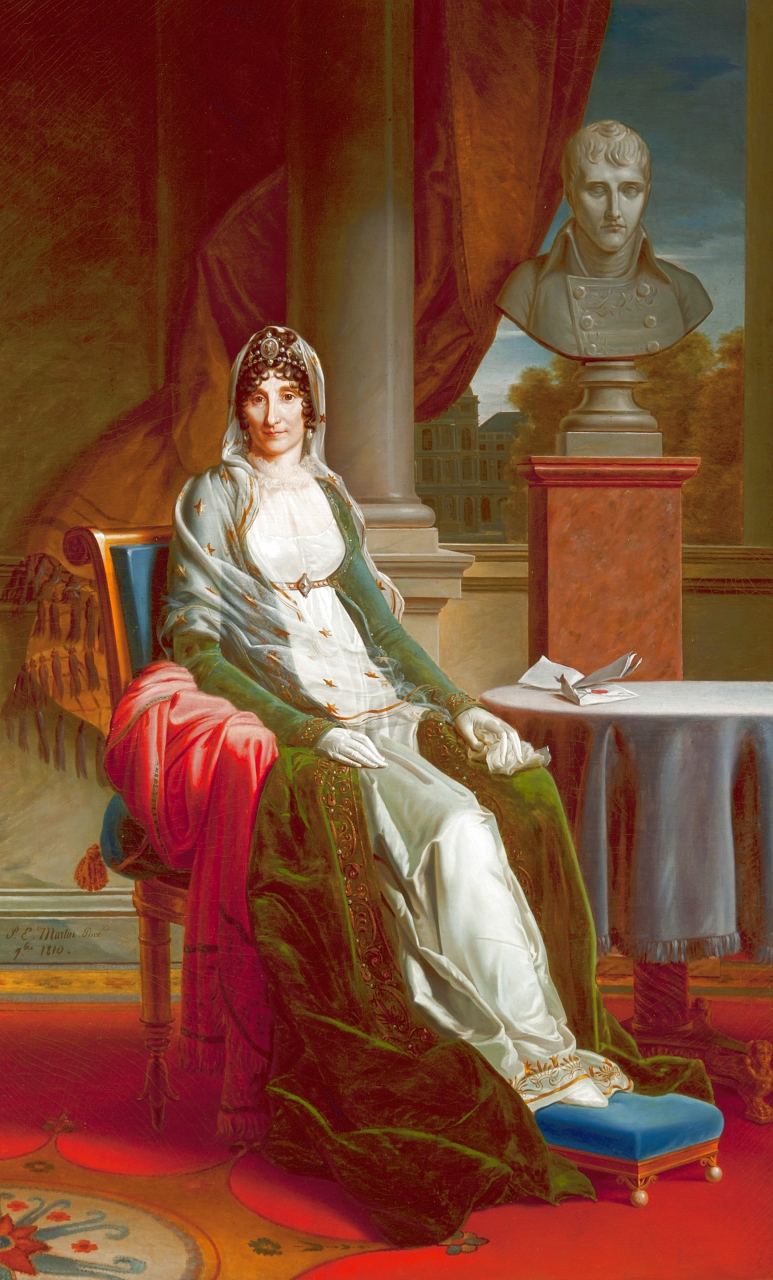
Porträt von François Gérard, 1810

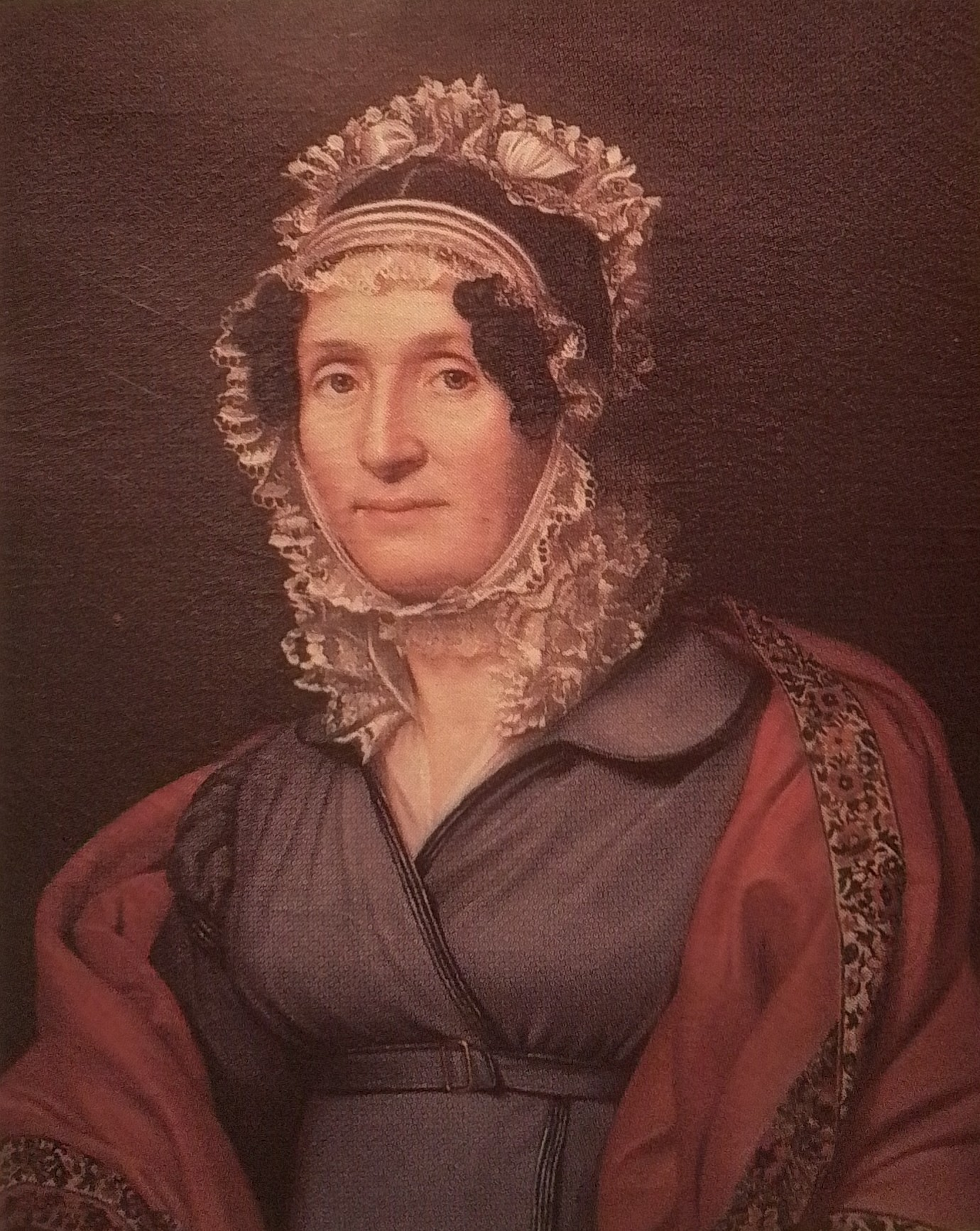
Porträt von Joseph Karl Stieler, 1811

Gipsmodell von Antonio Canova

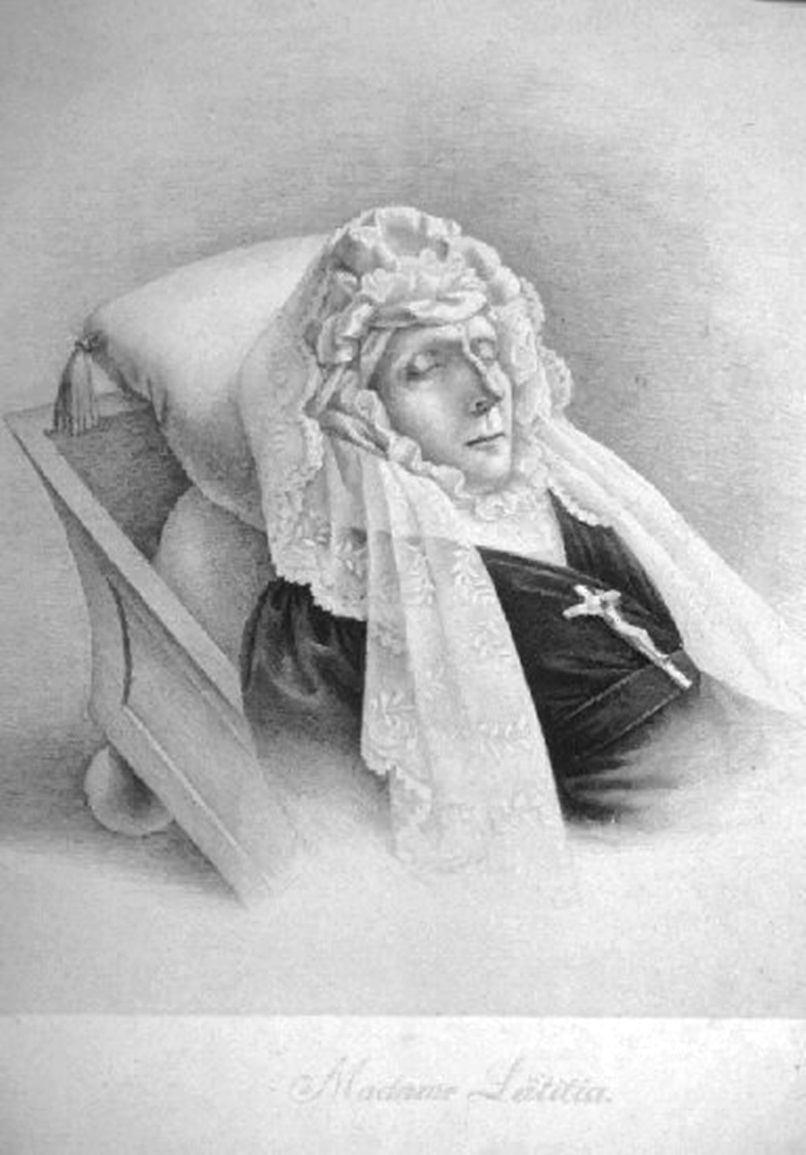
Letizia Bonaparte auf dem Totenbett; Lithografie nach einer Zeichnung von Joseph Ernst Tunner, 1836

Letizia wohnte zuerst bei ihrem Sohn Lucien, der als Präsident des Rates der Fünfhundert amtierte und als solcher am 9. November 1799 seinen Bruder Napoleon beim Staatsstreich des 18. Brumaire VIII unterstützte. 1800 bezog sie mit ihrem Bruder das Hôtel de Montfermeil (das 1863 abgerissen wurde). Fesch wurde auf Veranlassung Napoleons 1802 zum Erzbischof von Lyon ernannt und 1803 zum Kardinal. 1802 setzte Lucien ihr eine Rente von 24.000 Franken aus.
In Paris trat sie mit angeborener Würde auf, die jedermann Achtung gebot, doch sprach sie wenig, da sie sich in großer Gesellschaft unwohl fühlte und auch des Französischen nicht hinreichend mächtig war. Napoleon war ihre Meinung stets wichtig, jedoch stritten sie sich auch. Letizia war nicht glücklich über die Heirat ihres Sohnes mit der verwitweten Joséphine de Beauharnais, da sie nicht gefragt worden war und auch keine kirchliche Trauung stattgefunden hatte. Aus Ressentiment gegen die ungeliebte Schwiegertochter sowie wegen der Entzweiung Napoleons mit seinem Bruder Lucien, aber auch weil sie von der geplanten Thronbesteigung nur durch Zeitungen in Rom erfahren hatte, wo sie ihre Tochter Pauline Borghese besuchte, blieb sie der Kaiserkrönung Napoleons am 2. Dezember 1804 fern und weilte zur Kur in Lucca. Dieser konterte, indem er seine Mutter in sein Krönungsgemälde von Jacques-Louis David an prominenter Stelle hineinmalen ließ.
Sie erhielt den Titel Kaiserliche Hoheit, Madame mère de l'empereur, das Schloss Pont-sur-Seine sowie eine Rente von einer Million Francs. Die überzeugte Republikanerin empfing diese Ehren gleichmütig; das Geld sparte sie zum Großteil und den Hof mied sie. 1805 kaufte sie Lucien das Hôtel de Brienne (vormals Hôtel de Conti) ab, wo sie fortan wohnte. Sie hielt Kontakt mit ihren Kindern und verkehrte viel mit ihrem Halbbruder Joseph und seinen geistlichen Freunden. Zahlreiche korsische Verwandte erhielten durch sie Anstellungen und Titel. Politischen Einfluss hatte sie nicht. Weder rettete ihre Fürsprache dem Herzog von Enghien das Leben, noch konnte ihre Empörung über die Festnahme Papst Pius VII. diesem helfen. Dennoch trat sie dem kaiserlichen Sohn unverändert mit mütterlichem Stolz gegenüber. Als er einmal in Gegenwart seiner zweiten Frau Marie-Louise von Österreich seiner Mutter die Hand zum Kuss darbot, wie es an Kaiserhöfen üblich war, stieß sie diese entrüstet zurück und hielt dafür dem Sohn ihre eigene Hand hin, damit er sie küsse, was er leicht beschämt tat. Marie-Louise bemerkte, sie habe in Wien dem Kaiser, zum Zeichen der Ehrerbietung vor dem Herrscher, oft die Hand geküsst. «Ja», erwiderte Letizia, «der Kaiser von Österreich ist ihr Vater; der Kaiser der Franzosen aber ist mein Sohn!»
Sie war äußerst sparsam, bis auf die Almosen, die sie gab, und selbst in Notsituationen wie 1814, als die ganze Familie ins Exil fliehen musste, hütete sie ihr großes Vermögen und verlieh Geld an ihre ausgabefreudigen Kinder nur gegen hohe Zinsen. Dadurch war sie aber auch in der Lage, sie alle zu unterstützen. Sie war die einzige in der Familie, die nie so recht an die Dauer des Reichtums und Glanzes hatte glauben wollen. «Pourvou que cela doure» (pourvu que cela dure = vorausgesetzt das dauert an) pflegte sie mit ihrem korsischen Akzent zu sagen, oder: «Bin ich nicht gezwungen, etwas auf die Seite zu legen? Werde ich nicht früher oder später einmal sieben bis acht Souveräne auf dem Hals haben?»
1813 empörte sie der Verrat ihres Schwiegersohns Murat. Ihre Schwiegertochter Marie-Louise verachtete sie dafür, dass sie 1814 den siegreichen Zaren in Paris empfing und ihm sogar ihren kleinen Sohn Napoleon Franz zum Küssen reichte, dessen Erbe er soeben vernichtet hatte. Von ihren Schwiegerkindern stand ihr Katharina von Württemberg am nächsten, mit ihr blieb sie bis zu ihrem Tod in Kontakt.

### Rom
Nachdem Napoleon nach Elba verbannt worden war, zog sie von Rom, wohin sie sich mit ihrem Bruder Joseph geflüchtet hatte, sofort zu ihm, um ihm beizustehen. Während der Herrschaft der Hundert Tage kehrte sie nach Paris zurück. Schmerzvoll nahm sie Abschied für immer, als Napoleon nach St. Helena eingeschifft wurde. Sie kehrte nach Rom zurück, wo Pius VII. sie freundlich aufnahm. 1818 appellierte sie in einzelnen Briefen an die Monarchen des Aachener Kongresses, ihren Sohn freizulassen, erhielt aber keine Antwort. Ihre späteren Gesuche an die Koalitionsmächte, dem Sohn auf die Insel folgen zu dürfen, wurden abgeschlagen.
1817 verkaufte sie das Hôtel de Brienne in Paris an den Staat und erwarb 1818 den Palazzo Bonaparte an der Piazza Venezia in Rom. Von ihrem ersparten Vermögen konnte sie ihre Kinder und Enkel finanziell unterstützen. Nur einmal wurde ihr gestattet, 100.000 Francs nach St. Helena zu überweisen. 1819 lehnte sie es ab, Marie-Louise in Rom zu empfangen, da diese ihrem Mann nicht gefolgt war, sondern längst mit einem anderen zusammenlebte. Nach dem Tod Napoleons 1821 lebten neben ihrem Bruder Joseph auch Lucien, Louis, und Pauline in ihrer Nähe; letztere starb 1825, Elisa war schon 1820 gestorben, Joseph 1815 nach Amerika ausgewandert. Die letzten Jahre war sie gelähmt. Als sie 1836 im Alter von 85 Jahren starb, waren von ihren Kindern nur Jérôme und Alexandrine, die Gattin Luciens, an ihrem Sterbebett.

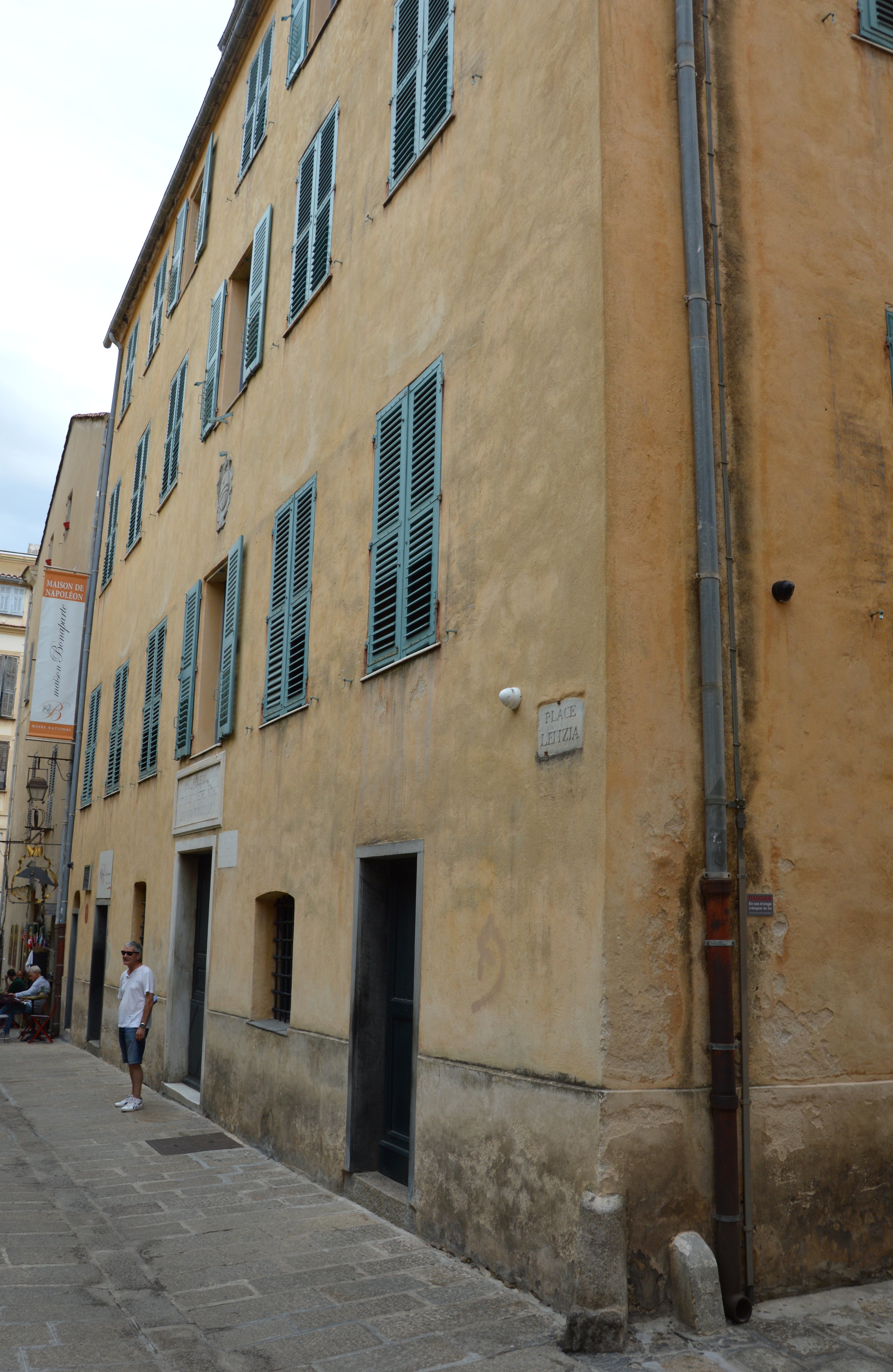
Maison Bonaparte in Ajaccio, Korsika
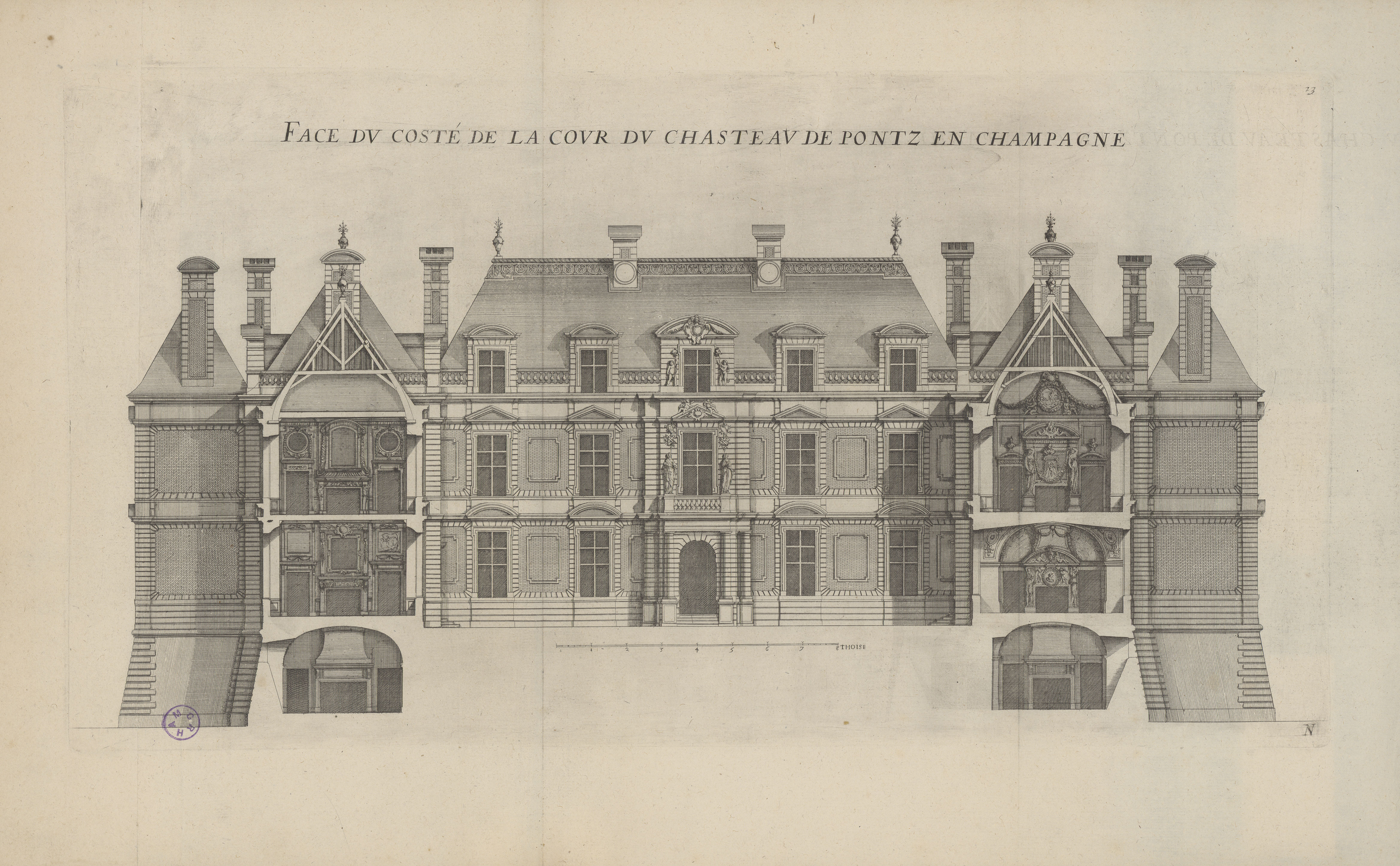
Das 1814 zerstörte Schloss Pont-sur-Seine
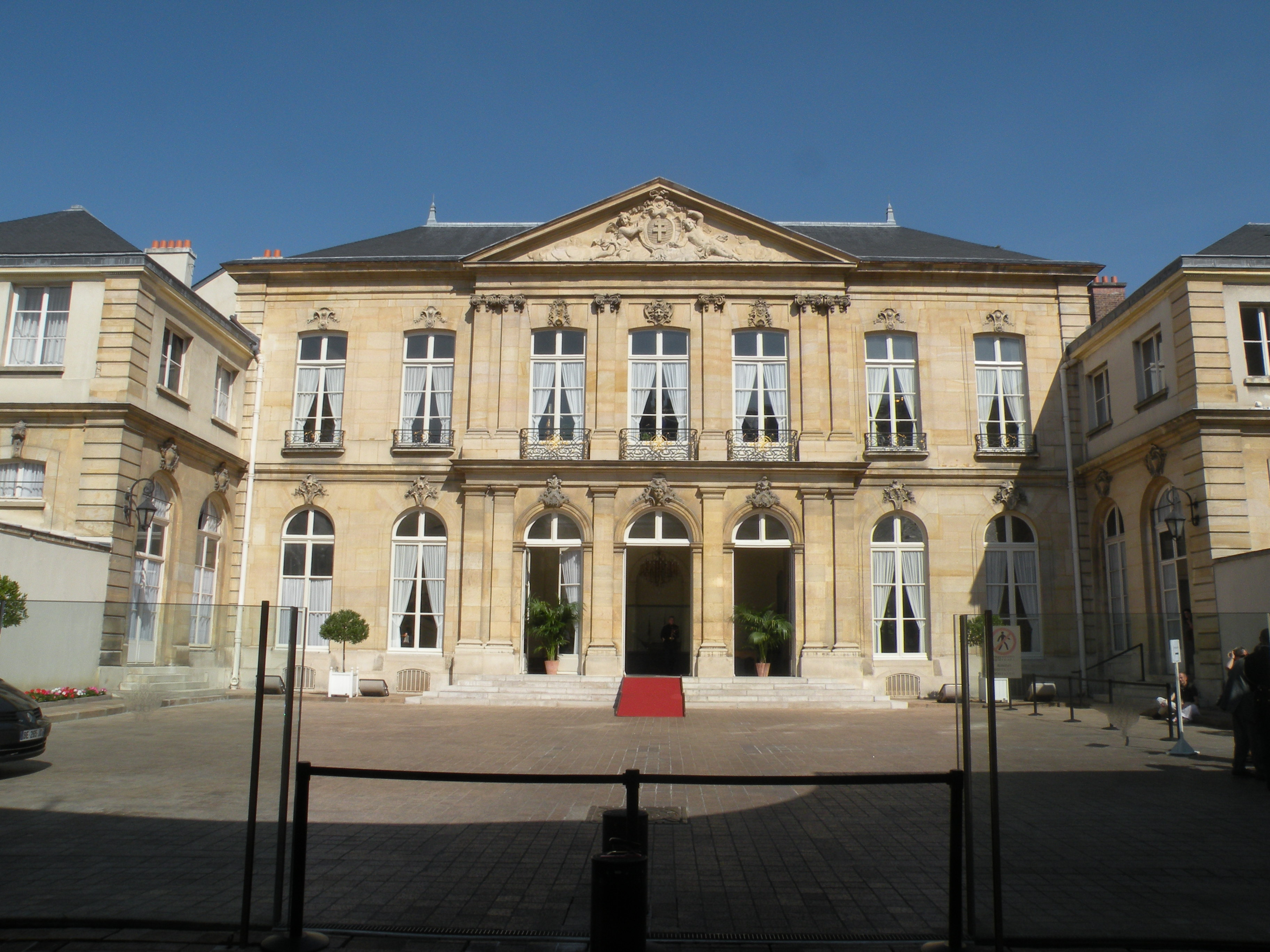
Das Hôtel de Brienne in Paris
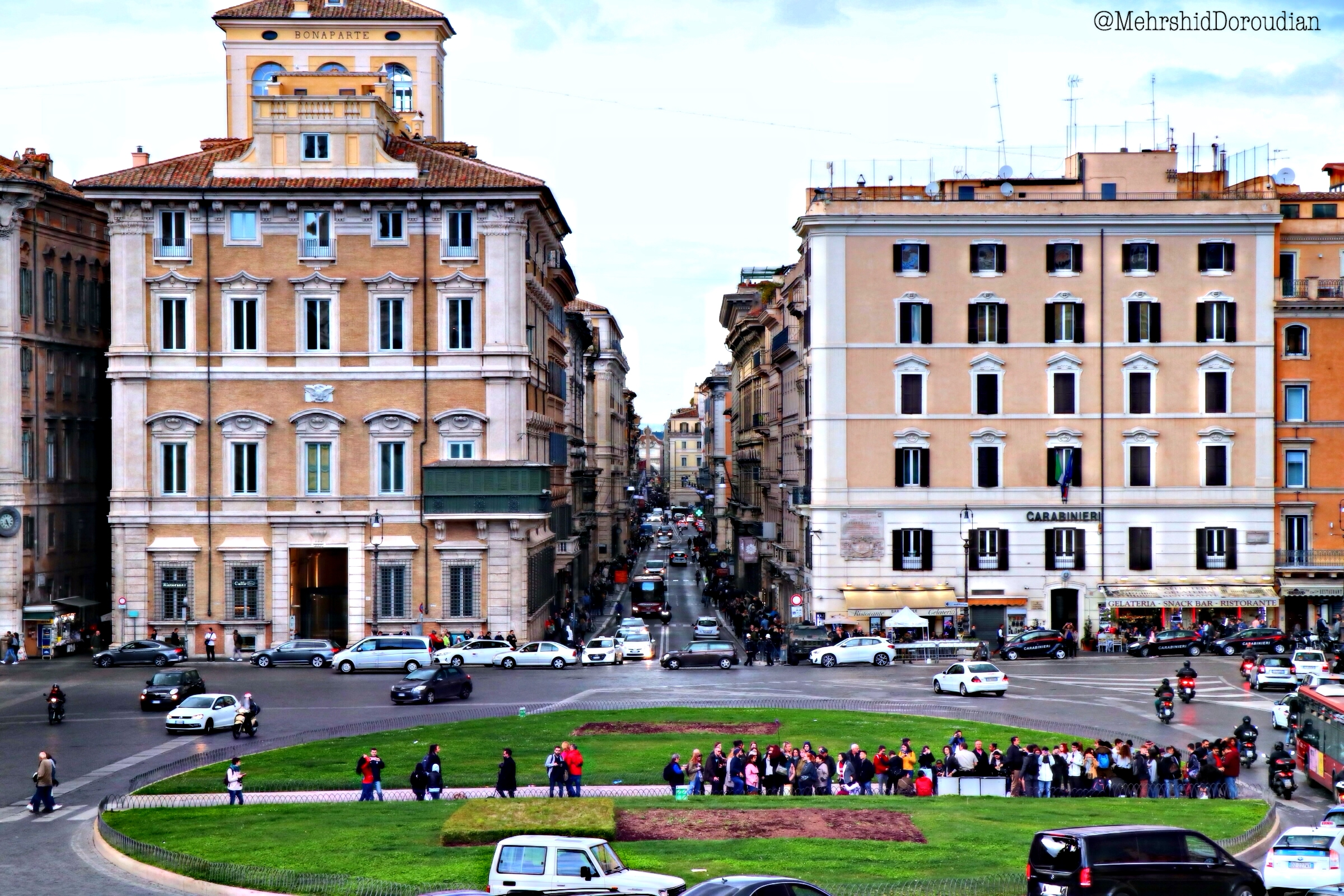
Der Palazzo Bonaparte in Rom (links)

## Nachkommen
Von ihren insgesamt 13 Kindern überlebten nur acht. Die ersten beiden starben früh nach der Geburt. Ihr zweitältester Sohn Napoleon Bonaparte war der erste Kaiser der Franzosen, ihre anderen Kinder wurden von ihm zu europäischen Herrschern erhoben.
- Joseph Bonaparte (1768–1844), geboren als Giuseppe
- Napoléon Bonaparte (1769–1821), geboren als Nabulione/Napoleone
- Lucien Bonaparte (1775–1840), geboren als Luciano
- Elisa Bonaparte (1777–1820), geboren als Marianna/Maria-Anna
- Louis Bonaparte (1778–1846), geboren als Luigi
- Pauline Bonaparte (1780–1825), geboren als Maria-Paola
- Caroline Bonaparte (1782–1839), geboren als Maria-Annunziata
- Jérôme Bonaparte (1784–1860), geboren als Girolamo

## Vorfahren
|  |                                        |  |  |  |  |  |  |  |  |  |  |  |  |  |  |  |
|  | Giovanni Jerome Ramolino               |  |  |  |  |  |  |  |  |  |  |  |  |  |  |  |
|  |                                        |  |  |  |  |  |  |  |  |  |  |  |  |  |  |  |
|  |                                        |  |  |  |  |  |  |  |  |  |  |  |  |  |  |  |
|  | Giovanni Agostino Ramolino             |  |  |  |  |  |  |  |  |  |  |  |  |  |  |  |
|  |                                        |  |  |  |  |  |  |  |  |  |  |  |  |  |  |  |
|  |                                        |  |  |  |  |  |  |  |  |  |  |  |  |  |  |  |
|  | Maria Letizia Boggiana                 |  |  |  |  |  |  |  |  |  |  |  |  |  |  |  |
|  |                                        |  |  |  |  |  |  |  |  |  |  |  |  |  |  |  |
|  |                                        |  |  |  |  |  |  |  |  |  |  |  |  |  |  |  |
|  | Giovanni Geronimo Ramolino (1723–1755) |  |  |  |  |  |  |  |  |  |  |  |  |  |  |  |
|  |                                        |  |  |  |  |  |  |  |  |  |  |  |  |  |  |  |
|  |                                        |  |  |  |  |  |  |  |  |  |  |  |  |  |  |  |
|  | Andrea Peri                            |  |  |  |  |  |  |  |  |  |  |  |  |  |  |  |
|  |                                        |  |  |  |  |  |  |  |  |  |  |  |  |  |  |  |
|  |                                        |  |  |  |  |  |  |  |  |  |  |  |  |  |  |  |
|  | Angela Maria Peri                      |  |  |  |  |  |  |  |  |  |  |  |  |  |  |  |
|  |                                        |  |  |  |  |  |  |  |  |  |  |  |  |  |  |  |
|  |                                        |  |  |  |  |  |  |  |  |  |  |  |  |  |  |  |
|  | Maria Maddalena Colonna d’ Istria      |  |  |  |  |  |  |  |  |  |  |  |  |  |  |  |
|  |                                        |  |  |  |  |  |  |  |  |  |  |  |  |  |  |  |
|  |                                        |  |  |  |  |  |  |  |  |  |  |  |  |  |  |  |
|  | Maria Letiuia Ramolino                 |  |  |  |  |  |  |  |  |  |  |  |  |  |  |  |
|  |                                        |  |  |  |  |  |  |  |  |  |  |  |  |  |  |  |
|  |                                        |  |  |  |  |  |  |  |  |  |  |  |  |  |  |  |
|  | Giuseppe Maria Pietrasanta             |  |  |  |  |  |  |  |  |  |  |  |  |  |  |  |
|  |                                        |  |  |  |  |  |  |  |  |  |  |  |  |  |  |  |
|  |                                        |  |  |  |  |  |  |  |  |  |  |  |  |  |  |  |
|  | Angela Maria Pietrasanta (1725–1790)   |  |  |  |  |  |  |  |  |  |  |  |  |  |  |  |
|  |                                        |  |  |  |  |  |  |  |  |  |  |  |  |  |  |  |
|  |                                        |  |  |  |  |  |  |  |  |  |  |  |  |  |  |  |
|  | Maria Josephine Malerba                |  |  |  |  |  |  |  |  |  |  |  |  |  |  |  |
|  |                                        |  |  |  |  |  |  |  |  |  |  |  |  |  |  |  |
|  |                                        |  |  |  |  |  |  |  |  |  |  |  |  |  |  |  |